# 2,5-Dimethyl-2,5-di(tert-butylperoxy)hexan
2,5-Dimethyl-2,5-di(tert-butylperoxy)hexan ist eine chemische Verbindung aus der Gruppe der organischen Peroxide.

## Eigenschaften
2,5-Dimethyl-2,5-di(tert-butylperoxy)hexan ist eine gelbliche Flüssigkeit mit charakteristischem Geruch. Sie zersetzt sich bei Erhitzung über 80 °C.

## Verwendung
2,5-Dimethyl-2,5-di(tert-butylperoxy)hexan wird als Monomerfänger bei der Styrolpolymerisation und als Initiator für die radikalische Polymerisation verwendet.

## Sicherheitshinweise
Die Dämpfe von 2,5-Dimethyl-2,5-di(tert-butylperoxy)hexan können mit Luft beim Erhitzen des Stoffes über seinen Flammpunkt explosive Gemische bilden.